# El Cordobés
El Cordobés, egentligen Manuel Benítez Pérez, född 4 maj 1936 i Palma del Río, nära Córdoba, är en spansk tjurfäktare. Han var Spaniens mest firade tjurfäktare under 1960-talet och också den högst betalde matadoren i historien.